# C&S Distribution
C&S Distribution este o companie de distribuție de bunuri de larg consum din Cluj-Napoca.
A fost înființată în anul 1996 la Cluj-Napoca, cu domeniul principal de activitate distribuția bunurilor de larg consum, acționarii principali fiind oamenii de afaceri Calin Simpalean și Dan Nistor.
Compania deține șase depozite în cele opt județe în care desfășoară activități.
C&S Distribution face parte din grupul C&S alături de firma Top C&S Distribution din București, grupul înregistrând în anul 2007 o cifră de afaceri de aproximativ 29,5 milioane euro.